# Mazières-en-Gâtine
Mazières-en-Gâtine is een gemeente in het Franse departement Deux-Sèvres (regio Nouvelle-Aquitaine) en telt 914 inwoners (2004). De plaats maakt deel uit van het arrondissement Parthenay.

## Geografie
De oppervlakte van Mazières-en-Gâtine bedraagt 19,0 km², de bevolkingsdichtheid is 48,1 inwoners per km².
De onderstaande kaart toont de ligging van Mazières-en-Gâtine met de belangrijkste infrastructuur en aangrenzende gemeenten.

## Demografie
Onderstaande figuur toont het verloop van het inwonertal (bron: INSEE-tellingen).